# Siriella longidactyla
Siriella longidactyla är en kräftdjursart som beskrevs av W. M. Tattersall 1940. Siriella longidactyla ingår i släktet Siriella och familjen Mysidae. Inga underarter finns listade i Catalogue of Life.